# Wyszków (gromada w powiecie węgrowskim)
Wyszków – dawna gromada, czyli najmniejsza jednostka podziału terytorialnego Polskiej Rzeczypospolitej Ludowej w latach 1954–1972.
Gromady, z gromadzkimi radami narodowymi (GRN) jako organami władzy najniższego stopnia na wsi, funkcjonowały od reformy reorganizującej administrację wiejską przeprowadzonej jesienią 1954 do momentu ich zniesienia z dniem 1 stycznia 1973, tym samym wypierając organizację gminną w latach 1954–1972.
Gromadę Wyszków z siedzibą GRN w Wyszkowie utworzono – jako jedną z 8759 gromad – w powiecie węgrowskim w woj. warszawskim, na mocy uchwały nr VI/10/22/54 WRN w Warszawie z dnia 5 października 1954. W skład jednostki weszły obszary dotychczasowych gromad Grodzisk, Janowo, Ossolin, Oszczerze, Pierzchały, Polków-Daćbogi, Polków-Pobratyny, Proszew "B", Witanki, Wyszków, Kucyk i Ziomaki oraz kolonia Sagały z dotychczasowej gromady Polków-Sagały ze zniesionej gminy Wyszków oraz obszary dotychczasowych gromad Śnice i Zając (z wyłączeniem kolonii Zając) ze zniesionej gminy Ruchna w tymże powiecie. Dla gromady ustalono 25 członków gromadzkiej rady narodowej.
1 stycznia 1959 do gromady Wyszków przyłączono kolonię Jarnice z gromady Liw oraz kolonię Zając z gromady Ruchna – w tymże powiecie.
1 stycznia 1961 do gromady Wyszków przyłączono kolonię Suchodół z gromady Grębków w tymże powiecie.
Gromada przetrwała do końca 1972 roku, czyli do kolejnej reformy gminnej.